# Tomáš Došek
Tomáš Došek (* 12. září 1978 v Karlových Varech) je bývalý český profesionální fotbalista, dvojče fotbalisty Lukáše Doška. Jejich sestra Kateřina Došková byla hráčkou Sparty Praha a reprezentantkou ČR v kopané.
V roce 1998 zvítězil v české anketě Fotbalista roku v kategorii Talent roku. Profesionální kariéru ukončil v roce 2012.

## Klubová kariéra
V mládí hrál společně s bratrem za TJ DDM Stará Role a SK Viktoria Plzeň. V roce 1997 si odskočil do klubu TJ Přeštice, ale brzy se zase vrátil do Plzně a dva roky zde hrál jako útočník. V roce 1999 s bratrem přestoupili do pražské Slavie. Po pětiletém působení ve Slavii se cesty bratrů rozdělily a Tomáš přesídlil do rakouského extraklubu Rapid Vídeň. Byl ale často zraněný a klub s ním přestal počítat. Po krátkém působení v Bratislavě odešel do polského Plocku. V létě 2007 přestoupil do Brna. V roce 2012 ukončil smlouvu ve Zbrojovce Brno a následně přestoupil do divizního klubu TJ Slavoj Koloveč.

## Reprezentační kariéra
V letech 2002–2003 odehrál tři přátelská utkání za Českou republiku (výhra 1:0 nad Itálií, remíza 3:3 se Švédskem a výhra 4:0 nad Tureckem).

## Úspěchy
- 2000: vicemistr Evropy do 21 let (Česko U21)
- 2000, 2001, 2003: Liga ČR, 2. místo (SK Slavia Praha)
- 2002: Pohár ČMFS – vítěz (SK Slavia Praha)
- 2005: Rakouská liga, mistr (Rapid Vídeň)